# Batalla de Fleurus (1690)
La batalla de Fleurus fue librada durante la guerra de los Nueve Años el 1 de julio de 1690. El ejército francés de los Países Bajos Españoles estaba capitaneado por François-Henri de Montmorency y el ejército aliado, compuesto por tropas holandesas, alemanas, españolas y británicas, mandado por el Príncipe Jorge Federico de Waldeck.
El ejército del Mariscal de Luxemburgo constaba de 35 000 hombres, el príncipe de Waldeck mandaba a 38 000 hombres. A pesar de sufrir 6000 bajas, la batalla fue una aplastante victoria de Francia: los aliados sufrieron casi 20 000 muertos, heridos o prisioneros. Aunque los franceses decidieron no perseguir al enemigo —permitiendo a los aliados refugiarse en Bruselas—, fueron capaces de imponer impuestos de guerra en una amplia parte del territorio ahora indefenso.